# Distrito electoral de Cambridge (condado de Furnas, Nebraska)
Cambridge (en inglés: Cambridge Precinct) es un distrito electoral ubicado en el condado de Furnas en el estado estadounidense de Nebraska. En el Censo de 2010 tenía una población de 1270 habitantes y una densidad poblacional de 6,7 personas por km².

## Geografía
Cambridge se encuentra ubicado en las coordenadas 40°16′00″N 100°8′16″O / 40.26667, -100.13778. Según la Oficina del Censo de los Estados Unidos, Cambridge tiene una superficie total de 189.41 km², de la cual 188.19 km² corresponden a tierra firme y (0.64%) 1.22 km² es agua.

## Demografía
Según el censo de 2010, había 1270 personas residiendo en Cambridge. La densidad de población era de 6,7 hab./km². De los 1270 habitantes, Cambridge estaba compuesto por el 98.82% blancos, el 0.31% eran afroamericanos, el 0.08% eran asiáticos, el 0.16% eran de otras razas y el 0.63% pertenecían a dos o más razas. Del total de la población el 1.1% eran hispanos o latinos de cualquier raza.